# الشريان بين العظام الأصلي
الشريان بين العظام الأصلي (بالإنجليزية: Common interosseous artery)‏‏ هو شريان يتفرعُ من شريان زندي.

## معرض صور

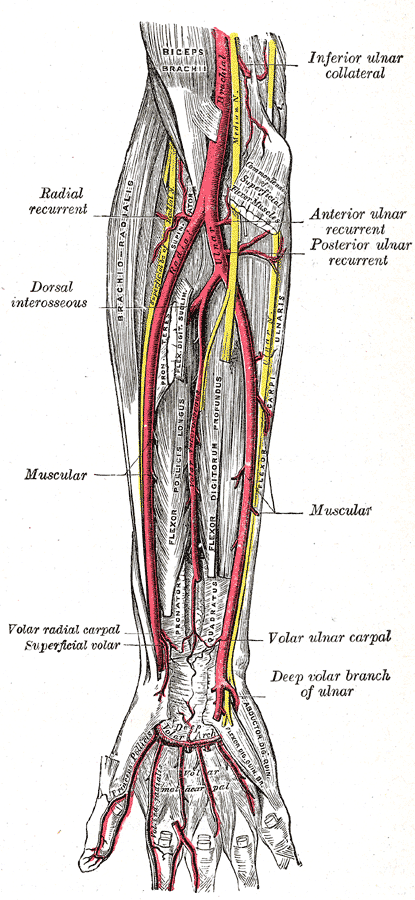
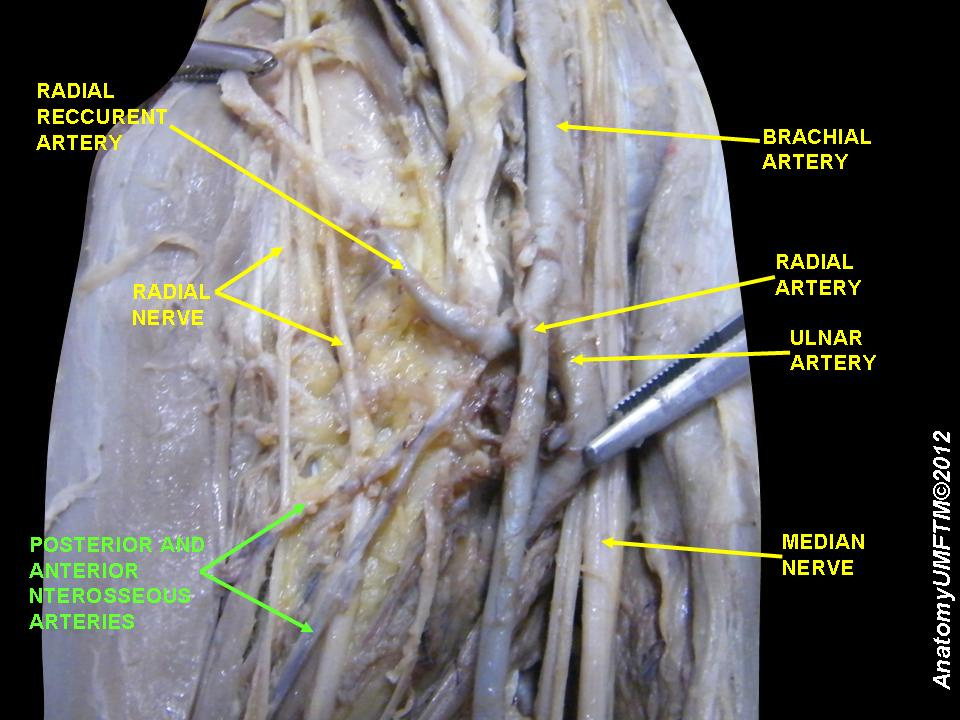
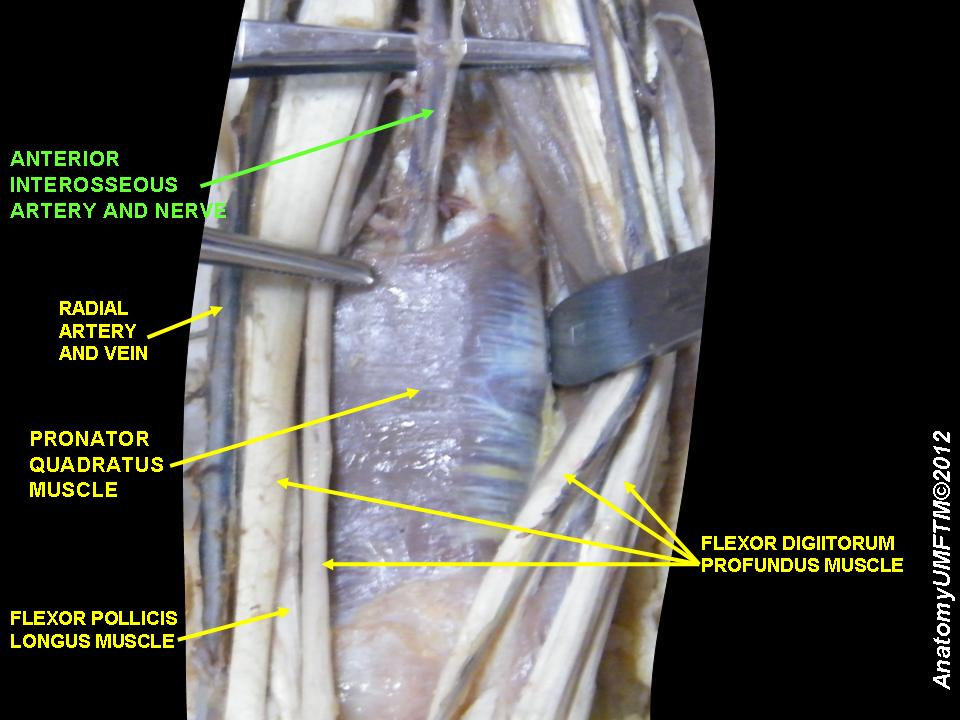

## فروعه
يخرجُ منه الفروع التالية:
- الشريان بين العظام الأمامي
- الشريان بين العظام الخلفي